# Alemanha nos Jogos Olímpicos de Inverno de 1928
A Alemanha foi um dos vinte e cinco países que participaram dos Jogos Olímpicos de Inverno de 1928, em São Moritz, na Suiça. 